# Kickin' It at the Barn
Albums de Little Feat
Down upon the Suwannee River
(2003) Highwire Act Live in St. Louis 2003
(2004)
Kickin' It at the Barn est le quatorzième album studio de Little Feat, sorti le 21 octobre 2003.

## Liste des titres
| No  | Titre                                       | Auteur                           | Durée |
| --- | ------------------------------------------- | -------------------------------- | ----- |
| 1.  | Night on the Town                           | Barrere, Tackett                 | 6:08  |
| 2.  | Heaven Forsaken                             | Barrere, Tackett                 | 4:32  |
| 3.  | I'd Be Lyin'                                | Creamer, Mariani, Murphy         | 5:56  |
| 4.  | Corazones y Sombras                         | Barrere, Bruton, Donnelly, Payne | 8:04  |
| 5.  | Walking as Two                              | Barrere, Murphy, Payne, Tackett  | 6:23  |
| 6.  | In a Town Like This                         | Tackett                          | 4:15  |
| 7.  | Fighting the Mosquito Wars                  | Payne                            | 6:43  |
| 8.  | Stomp                                       | Payne                            | 8:56  |
| 9.  | Why Don't It Look Like the Way That It Talk | Barrere, Tackett                 | 7:44  |
| 10. | I Do What the Telephone Tells Me to Do      | Barrere, Payne, Tackett          | 7:42  |
| 11. | Bill's River Blues                          | Barrere, Payne                   | 5:04  |

## Personnel

### Musiciens
- Paul Barrere : guitare, dobro, chant
- Sam Clayton : percussions, chant
- Shaun Murphy : chant, percussions
- Kenny Gradney : basse
- Richard Hayward : batterie, chœurs
- Bill Payne : claviers, chant
- Fred Tackett : guitare, mandoline, trompette, dobro, mandoloncelle, chant

### Musiciens additionnels
- Larry Campbell : violon
- Nacho Hernandez : accordéon
- Jesus « Chuy » Guzman : trompette, mellophone
- Piero Mariani : percussions